# 써니브룩 농장의 레베카 (1938년 영화)
서니브룩 농장의 리베카(Rebecca Of Sunnybrook Farm)는 미국에서 제작된 앨런 드완 감독의 1938년 영화이다. 셜리 템플 등이 주연으로 출연하였고 대릴 F. 재넉 등이 제작에 참여하였다.

## 줄거리
고아 리베카는 새아버지 헨리 키퍼와 시리얼 회사의 라디오 광고 간판을 뽑는 "미스 아메리카(Miss America)"에 응모해 오디션을 본다. 하지만 소통 문제로 리베카가 떨어진 줄 안 헨리는 리베카를 리베카 엄마의 언니인 이모 미랜다, 이종사촌 그웬이 있는 서니브룩 농장에 버리고 간다.
우연히도 이웃엔 해당 라디오 광고의 대행사 사장 토니 켄트가 살고 있었다. 오해가 풀려 리베카가 발탁되자 돈을 노린 헨리가 다시 나타난다.
헨리는 토니의 경쟁사에 리베카의 계약서를 팔아버린다. 그러나 리베카가 심각한 후두염이 생긴 것처럼 연기해 경쟁사와의 계약이 파기되고 헨리는 후견인 지위까지 포기하는데...

## 출연

### 주연
- 셜리 템플 - 리베카 역
- 랜돌프 스콧 - 토니 켄트, 광고대행사 사장 역

### 조연
- 윌리엄 데머러스트 - 헨리 키퍼, 새아버지 역
- 헬런 웨스틀리 - 미랜다, 이모 역
- 글로리아 스튜어트 - 그웬, 이종사촌 역
- 빌 로빈슨
- 슬림 서머빌 - 호머, 토니의 집사이며 미랜다의 옛 연인 역
- 잭 헤일리 - 오빌, 토니의 조수
- 필리스 브룩스 - 롤라 리, 토니의 여자친구인 가수 역
- 앨런 다인하트
- 프랭클린 팽본
- 폴 허스트
- 딕시 던바